# Universidad de Rennes 1
La Universidad de Rennes 1 fue una de las dos universidades de la ciudad de Rennes, Francia. Estaba bajo la administración de la Academia de Rennes y se especializó en ciencia, tecnología, derecho, economía, administración y filosofía. La universidad de Rennes 1 existe desde 1969, pero su herencia se remonta a los días de la universidad bretona fundada en 1461. Con fecha 1 de enero de 2013, pasó a denominarse Universidad de Rennes, junto a sus alrededor de 26 000 estudiantes, sus 1900 miembros del cuerpo docente y sus 1100 empleados. 

## Historia

### Creación de la Universidad de Bretaña
Fue el Papa quien creó la primera universidad de Bretaña en Nantes en 1460 a petición de Francisco II, duque de Bretaña. Se impartían artes, medicina, leyes, y teología. 
En 1728, el alcalde de Nantes, Gérard Mellier, pidió que la universidad fuera trasladada a Rennes, ya que Nantes se dedicaba mayormente al comercio. La facultad de derecho fue así trasladada a  Rennes en 1730. Esta ciudad tenía ya el parlamento de Bretaña, por lo que era más adecuada para acoger esta escuela.
 En 1793 la Revolución Francesa cerró todas las universidades. No fue hasta 1806 cuando la facultad de derecho volvió a abrir sus puertas en Rennes

### Desarrollo de las facultades en Rennes

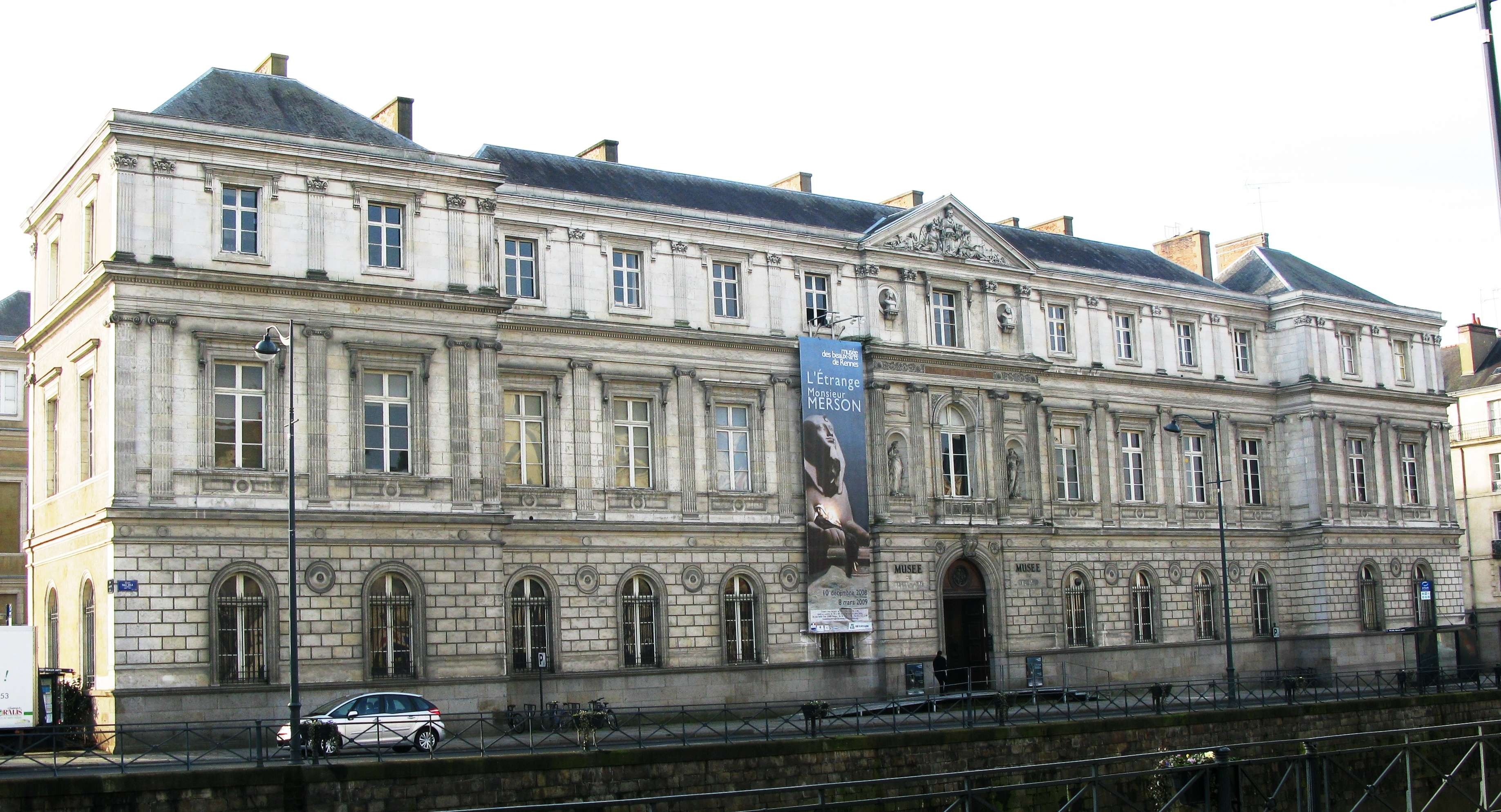
Antiguo Palais Universitaire de la Universidad de Rennes, actual museo de bellas artes de la ciudad

En 1808, Napoleon I reorganizó las universidades y creó la universidad de Francia. De las 2 ciudades originales que albergaban la universidad de Bretaña, solamente se incluyó la de Rennes en esta universidad. Nantes tuvo que esperar hasta 1970 para tener otra vez su universidad. En 1810 se creó una facultad de letras que reuniría en 1835 cinco escuelas (literatura francesa, literatura extranjera, literatura antigua, historia, y filosofía). La facultad de ciencias no se creó hasta 1840. Las tres facultades se mantuvieron sin límites claros entre ellas hasta 1885,  año en el que se fundó el "Conseil des facultés" el cual pasó a llamarse "universidad de Rennes" en 1896. A mediados del siglo XIX, fueron reunidas en el "Palais Universitaire", situado actualmente en el Quai Émile Zola, pero posteriormente se dispersaron hacia el centro de la ciudad. En 1909 la facultad de derecho  y la de letras fueron reubicadas en el "Séminaire", situado actualmente en la "Place Hoche".

### Creación de la Universidad de Rennes 1
En 1969, para hacer cumplir el desarrollo de las universidades francesas, se aprobó una ley en la que se dividía la universidad de Rennes en dos nuevas entidades. Esta nueva universidad se llamó "Universidad de Rennes 1". El barrio de Beaulieu se encontraba aún en  desarrollo, con instalaciones de alojamiento para los estudiantes en construcción, junto con otras instalaciones universitarias. 
Al este de la ciudad, Beaulieu agrupa ciencias y filosofía. Al oeste, el barrio de Villejean agrupa las escuelas de idiomas, de artes, de ciencias humanas y de ciencias sociales. La Facultad de Medicina de la Universidad de Rennes I está situada en el borde del Campus de Villejean, pero también en el centro hospitalario más grande de Bretaña, Pontchaillou. 

## Localización
La mayor parte de los 1.64 km² terrenos de la universidad  se encuentran dentro del límite de ciudad de Rennes, pero existen otros centros en Bretaña. El campus principal está en Beaulieu (al este de Rennes), Villejean (al noroeste) y un campus central. Otros centros se encuentran en Lannion, Saint-Brieuc, Saint-Malo, Fougères y Dinard; algunos centros de investigación en Monterfil, Paimpont y la isla de Bailleron; y un museo propiedad de la universidad en Penmarch. 

## Personas

### Alumnos
- Michel Boiron (1925), doctor
- Jean-Michel Boucheron (1948), profesor, político
- Yves Cochet, (1946), matemático, político
- Yves Coppens (1934), académico, paleontólogo
- Alexandre Léontieff (1970), político, antiguo Presidente de la Polinesia Francesa.[2]
- María Cumplido, matemática e investigadora, ganadora en 2020 del Premio de Investigación Matemática Vicent Caselles de la Real Sociedad Matemática Española.[3]
- Ricardo Bonilla González, economista colombiano, Ministro de Hacienda y Crédito Público de Colombia.[4]

### Docentes
- Pierre-Maurice Duhem (1861–1916), filósofo
- Félix Dujardin (1801–1860)
- Juan José Saer, escritor
- Edmond Hervé, alcalde de Rennes
- Yves Milon, alcalde de Rennes
- Louis Le Pensec (1937), político
- Marcel Planiol
- Hubert Guillotel
- Claude Champaud
- Jean Baudouin
- Jean Raux
- Loic Cadiet

## Puntos de interés
- Jardín botánico de la universidad de Rennes